# Podzamcze (gromada w powiecie wieruszowskim)
Podzamcze – dawna gromada, czyli najmniejsza jednostka podziału terytorialnego Polskiej Rzeczypospolitej Ludowej w latach 1954–1972.
Gromady, z gromadzkimi radami narodowymi (GRN) jako organami władzy najniższego stopnia na wsi, funkcjonowały od reformy reorganizującej administrację wiejską przeprowadzonej jesienią 1954 do momentu ich zniesienia z dniem 1 stycznia 1973, tym samym wypierając organizację gminną w latach 1954–1972.
Gromadę Podzamcze siedzibą GRN w Podzamczu (obecnie w granicach Wieruszowa) utworzono – jako jedną z 8759 gromad na obszarze Polski – w powiecie kępińskim w woj. poznańskim, na mocy uchwały nr 23/54 WRN w Poznaniu z dnia 5 października 1954. W skład jednostki weszły obszary dotychczasowych gromad Kuźnica Skakawska, Mirków, Podzamcze i Teklinów ze zniesionej gminy Podzamcze w tymże powiecie.
13 listopada 1954 (po pięciu tygodniach) gromada weszła w skład nowo utworzonego powiatu wieruszowskiego w woj. łódzkim, gdzie ustalono dla niej 27 członków gromadzkiej rady narodowej.
1 stycznia 1970 do gromady Podzamcze z miasta Wieruszów przyłączono grunty orne stanowiące działkę nr 602 o powierzchni 1,51 ha, położone w zachodniej części miasta, oraz miejscowość Polesie o powierzchni 522,27 ha, położoną w północnej części miasta; z gromady Podzamcze wyłączono natomiast obszar o powierzchni 15 ha położony między rzekami Prosną i Niesób, włączając go do miasta Wieruszów.
Gromada przetrwała do końca 1972 roku, czyli do kolejnej reformy gminnej.